# Okelle Monferrato

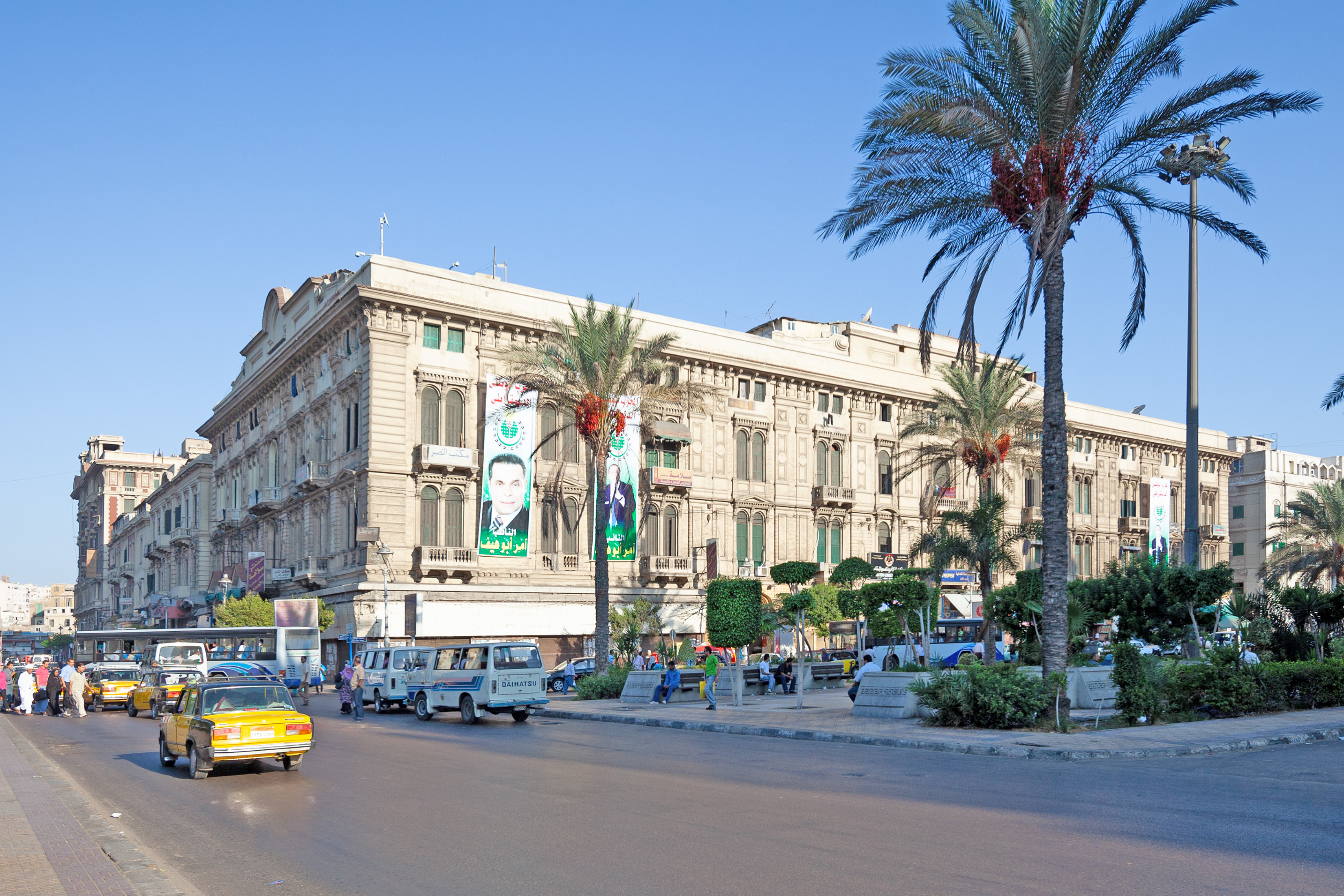
Gallery Monferrato

Okelle Monferrato ist ein nach dem Vorbild der Galleria Vittorio Emanuele II erbautes Geschäftshaus (Okelle), das zu den größten Geschäftshäusern der Stadt Alexandria zählt.

## Beschaffenheit
Es wurde nach Entwürfen des italienischen Architekten Luigi Piattoli im Jahre 1887 fertiggestellt. Im Erdgeschoss befinden sich die Geschäftsräume und darüber Wohnungen. Im umbauten Areal befinden sich große Innenhöfe. Das Geschäftsleben des Urabi-Platzes findet u. a. in der Gallery Monferrato statt. Die Fassade soll sich laut Khalil in einem guten Zustand befinden, nicht so die Innenhöfe mit den Geschäften.